# ريتا هيوارث
ريتا هيوارث (بالإنجليزية: Rita Hayworth) ممثلة أمريكية لمع نجمها في الأربعينات من القرن العشرين. ولدت في 17 أكتوبر 1918 وتوفيت في 14 مايو 1987.
ولدت في عائلة فنية. بدأت حياتها الفنية كراقصة بملهى ليلي وانتقلت بعدها إلى السينما لتصبح نجمة هوليوود الأولى بعد ذلك، ليس لقدرتها التمثيلية فقط ولكن أيضاً للإغراءات التي تقوم بها في أفلامها، فقد كانت «ريتا» ملكة الإغراء الأولى واعتبرها النقاد رمز الإغراء الأول في هوليوود، وقد توفيت عن عمر يناهز 68 عاماً. وطوال عمرها الفني الذي امتد لأكثر من 37 عاماً قامت بالعديد من الأفلام وصلت لـ 61 فيلماً.. تزوجت ريتا خمس مرات، كانت أول زيجة لها من إدوارد جودسون، استمرت لمدة 5 سنوات والثانية أيضاً استمرت لمدة 5 سنوات من أورسون ويلز، ثم تزوجت بعد ذلك من المهراجا الهندي الأمير علي آغا خان أمير طائفة الإسماعيلية في الفترة من 1948 وحتى عام 1953 وأنجبت منه طفلة أطلقا عليها اسم ياسمين، وبعد ذلك تزوجت من ديك هيمس لمدة عامين، وآخر زيجة لها كانت من جيمس هيل استمرت لثلاث سنوات من 1958 وحتى عام 1961، وقد زارت ريتا هيوارث مصر في عام 1948 وكانت وقتها متزوجة حديثاً من المهراجا الهندي علي خان وكان هذا الزواج له صدى كبير علي المستوى الفني، حيث أهداها المهراجا ماسة يوم الزفاف 120 قيراطاً وكان أول الحاقدين على هذا الزواج الفنانة كاميليا التي قيل إنها كانت عشيقة الملك فاروق، وصرحت كاميليا في الصحف بأنها ستبحث عن مهراجا لتتزوجه وبالفعل وجدت مهراجا هندي واتفقت معه علي أن يقوما بجولة حول العالم، وفي اليوم المحدد لسفرهما استقلا الطائرة «ميريلاند» إلي الولايات المتحدة الأمريكية، وبعد إقلاع الطائرة بعشر دقائق تحطمت فوق مدينة بلبيس وماتت كاميليا والمهراجا وانتهى حلم الزواج، وكان ذلك في عام 1950. وكانت ريتا هيوارث قد حلت ضيفة على الأميرة فايزة بنت فؤاد الأول ملك مصر ، وحلٌت ريتا كضيفة في قصر الأميرة في إدفينا، وطوال فترة وجودها في مصر كانت في رعاية الأميرة فايزة التي صاحبتها في كل تحركاتها وأعدت لها برنامجاً رائعاً لزيارة معالم مصر مع زوجها المهراجا الهندي.

## روابط خارجية
- ريتا هيوارث على موقع IMDb (الإنجليزية)
- ريتا هيوارث على موقع ميتاكريتيك (الإنجليزية)
- ريتا هيوارث على موقع الموسوعة البريطانية (الإنجليزية)
- ريتا هيوارث على موقع روتن توميتوز (الإنجليزية)
- ريتا هيوارث على موقع مونزينجر (الألمانية)
- ريتا هيوارث على موقع قاعدة بيانات الأفلام العربية
- ريتا هيوارث على موقع ألو سيني (الفرنسية)
- ريتا هيوارث على موقع ميوزك برينز (الإنجليزية)
- ريتا هيوارث على موقع تيرنر كلاسيك موفيز (الإنجليزية)
- ريتا هيوارث على موقع أول موفي (الإنجليزية)